# Organum vasculosum laminae terminalis
L'organo vascoloso della lamina terminale, organum vasculosum laminae terminalis (OVLT), o cresta sopraottica è uno dei quattro organi sensoriali circumventricolari del cervello, insieme all'organo subfornicale, l'eminenza mediana e l'area postrema nel tronco encefalico.

## Regione anteroventrale del terzo ventricolo
L'OVLT, l'eminenza mediana e l'organo subfornicale sono interconnessi con l'ipotalamo medio-ventrale ed insieme queste tre strutture circondano il terzo ventricolo, a formare un complesso spesso chiamato regione anteroventrale del terzo ventricolo (regione "AV3V"). Questa regione provvede alla regolazione dell'equilibrio idrosalino controllando la sete, l'escrezione di sodio, la regolazione del volume sanguigno e la secrezione di vasopressina.

## Funzione
L'OVLT è uno dei quattro organi sensoriali circumventricolari (gli altri sono l'eminenza mediana, l'organo subfornicale e l'area postrema) che forniscono informazioni ad altre regioni del cervello.
I capillari che irrorano l'OVLT non possiedono una barriera emato-encefalica e per questo motivo i neuroni in questa regione sono sensibili ai fattori presenti nella circolazione sistemica.
I neuroni nell'OVLT sono osmocettori sensibili al contenuto di sodio e alla pressione osmotica del sangue. I neuroni della lamina terminale proiettano al nucleo sopraottico e al nucleo paraventricolare per regolare l'attività dei neuroni secernenti vasopressina. In caso di riduzione della volemia, il rene rilascia renina determinando la produzione di angiotensina II, che stimola i recettori nell'OVLT e nell'organo subfornicale, completando un ciclo di feedback positivo . Questi neuroni proiettano anche al nucleo preottico mediano che è coinvolto nel controllo della sete .